# Chris van Dinten
Christianus van Dinten, detto Chris ('s-Hertogenbosch, 5 settembre 1962), è un ex cestista olandese.

## Carriera
Con i Paesi Bassi ha disputato i Campionati mondiali del 1986 e i Campionati europei del 1987.